# Porpliszcze Dwór
Porpliszcze Dwór (biał. Двор Порплішча; ros. Двор Порплище) – wieś na Białorusi, w obwodzie witebskim, w rejonie dokszyckim, w sielsowiecie Królewszczyzna.
Dawniej Porpliszcze kolonia.

## Historia
W czasach zaborów folwark leżał w gminie Porpliszcze, w powiecie wilejskim w guberni wileńskiej Imperium Rosyjskiego.
W dwudziestoleciu międzywojennym folwark a następnie kolonia leżała w Polsce, w województwie wileńskim, w powiecie duniłowickim, od 1926 w powiecie dziśnieńskim, w gminie Porpliszcze.
Według Powszechnego Spisu Ludności z 1921 roku zamieszkiwały tu 154 osoby, 153 było wyznania rzymskokatolickiego, 1 prawosławnego. Jednocześnie wszyscy mieszkańcy zadeklarowali polską przynależność narodową. Było tu 21 budynków mieszkalnych. W 1931 w 23 domach zamieszkiwało 159 osób.
Wierni należeli do parafii rzymskokatolickiej w Parafianowie i prawosławnej w Porpliszczach. Miejscowość podlegała pod Sąd Grodzki w Dokszycach i Okręgowy w Wilnie; właściwy urząd pocztowy mieścił się w Porpliszczach.
Po agresji ZSRR na Polskę w 1939 roku wieś znalazła się w granicach BSRR. W latach 1941–1944 była pod okupacją niemiecką. Następnie leżała w BSRR. Od 1991 roku w Republice Białorusi.